# 瑞典西方航空294号班机空难
瑞典西方航空294号班机是一班从奥斯陆飞往特罗姆瑟的货运班机。2016年1月8日，执飞该次航班的庞巴迪CRJ200飞机在飞行途中坠毁。起飞大约30分钟后，该航班发布Mayday求助信号，随后这架飞机与地面失去联絡。失事地点有一个一个火山口状的大坑，四周的雪原上散布着残骸。现场情况显示该机几乎是垂直撞击地面的。

## 飞行经过
当地时间23:11分，瑞典西方航空294号班机从奥斯陆加勒穆恩机场起飞飞往特罗瑟姆。该机共装有4.5吨的航空邮件。大约23:31，当该机在33000英尺的高度巡航时，飞行员突然宣布Mayday，随后这架飞机在雷达上消失。

## 搜救
挪威和瑞典方面都参与了搜救行动。凌晨3:10分，他们发现了残骸。坠毁地点位于海拔约1000米的瑞典阿卡湖附近的偏远地区，距离挪威边界10千米左右。
飞机残骸散布在方圆大约50米内的区域，这显示飞机触地时速度極快

## 涉事飞机
涉事飞机于1993年出厂并交由汉莎航空运营。2006年，该机被改装为CRJ200PF货机。2007年这家飞机交由瑞典西方航空运营，注册号改为SE-DUX。飞机失事时，飞机已经执行超过31000次航班，总飞行时数达到38000小时。
执飞当次航班的42岁的西班牙籍机长有3200小时经验。法籍副驾驶也有3050小时的经验。

## 调查
瑞典事故调查局（Statens Haverikommission，简称SHK）已经展开对本次事故调查。2016年1月9日，调查人员发现了已经严重受损的飞行数据记录仪和座舱语音记录仪。然而，内部的存储设备已经丢失。不过第二天，调查人员还是在人体残骸边发现了遗失的部件。1月12日,瑞典事故调查局声称事故发生前飞行员仅是重复了几次“Mayday”，没有说明其他情况。1月26日，调查人员声称他们已经获得CVR和FDR数据，正在进行进一步分析和确认。FDR数据显示，飞机撞击地面时速度为508节，远高于CRJ200飞机可以承受的最高速度315节。

## 影視作品

### 空難紀錄片
- 【空中浩劫20: 瑞典西方航空294号班机】